# Augusto da Costa
Augusto da Costa, detto Augusto (Rio de Janeiro, 22 ottobre 1920 – Rio de Janeiro, 1º marzo 2004), è stato un calciatore brasiliano, di ruolo difensore.

## Caratteristiche tecniche
Giocava come difensore, ricoprendo il ruolo di centrale.

## Carriera

### Club
Debuttò nel 1936 con la maglia del São Cristóvão, società con cui rimase fino al 1944. L'anno successivo ottenne la convocazione in Nazionale e il trasferimento al Vasco da Gama, in cui si mise particolarmente in evidenza, vincendo ripetutamente il campionato statale e, nel 1948, la competizione che precedette la Copa Libertadores, ovvero la Coppa dei Campioni del Sudamerica, che fu il primo titolo a livello internazionale vinto dalla società di Rio.

### Nazionale
Ha giocato 20 partite per il Brasile, venendo incluso tra i convocati per varie competizioni; nel 1949 vinse il Campeonato Sudamericano de Football.

### Curiosità
Con un brutto fallo pose fine alla carriera di Dondinho, padre di Pelé.
Fu il capitano della Nazionale brasiliana nel giorno del Maracanazo.

## Palmarès

### Club

#### Competizioni statali
- Campionato Carioca: 5

Vasco da Gama: 1945, 1947, 1949, 1950, 1952

#### Competizioni internazionali
- Coppa dei Campioni del Sudamerica: 1

Vasco da Gama: 1948

### Nazionale
- Copa Rio Branco: 1

1947
- Campeonato Sudamericano de Football: 1

Brasile 1949